# Coop Norrbotten Arena
Coop Norrbotten Arena – wcześniej Luleå Ishallen i Coop Arena. Wielofunkcyjna hala sportowa znajdująca się w szwedzkim mieście Luleå. Głównym użytkownikiem hali jest klub hokejowy Luleå HF - drużyna występuje w najwyższej klasie rozgrywkowej Szwecji – Svenska hockeyligan. Hala powstała w 1970 roku jako Luleå ishallen, powszechna w użyciu nazwa dla tej hali zanim wykupiono prawo do nazewnictwa i wprowadzono obecną nazwę to Delfinen, co w języku szwedzkim oznacza delfina. W 2002 hala przeszła renowację, a w 2009 roku została dodatkowo powiększona o dodatkowe miejsca dla niepełnosprawnych. Budynek znajduje się w dzielnicy Skutviken. Po gruntowej przebudowie podpisano umowę sponsorską z firmą Coop Butiker & Stormarknader przez co wprowadzono obecną nazwę.
Głównym użytkownikiem hali jest miejscowy zespół hokejowy – Luleå HF. Swoje mecze rozgrywał tutaj w od połowy lat 90. XX wieku do 2005 roku również zespół koszykarski Plannja Basket, który w hali osiągał najwyższą frekwencję w lidze szwedzkiej. W rekordowym spotkaniu mecz tej drużyny oglądało 7250 widzów. Obecnie ten zespół gra w mniejszej hali ARCUS Arena. Swoje ważniejsze mecze rozgrywa tutaj również zespół Asplöven HC występujący w Allsvenskan, który współpracuje z Luleå HF. Zespół ten na co dzień występuje w hali Arena Polarica.
Hala jest gospodarzem również innych wydarzeń takich jak: koncerty, targi, zawody łyżwiarstwa figurowego. W skład kompleksu znajdują się również dwie hale treningowe. Jedna pomieści 500 widzów, zaś druga nie posiada widowni.
W 2011 roku odbyła się tutaj pierwszy półfinał jubileuszowej 50. edycja konkursu Melodifestivalen, pełniącego  jednocześnie funkcję krajowych preselekcji do Konkursu Piosenki Eurowizji.
W hali 3 lutego 2015 roku odbył się pierwszy w historii finał Hokejowej Ligi Mistrzów.